# Peter Stevenhaagen
Peter Stevenhaagen (* 14. April 1965 in Haarlem) ist ein ehemaliger niederländischer Radrennfahrer.

## Sportliche Laufbahn
Stevenhaagen war im Straßenradsport aktiv. 1985 kam er in der nationalen Meisterschaft im Straßenrennen der Amateure hinter Peter Harings auf den zweiten Platz. Dies brachte ihm die Nominierung für die UCI-Straßen-Weltmeisterschaften ein, bei denen er 41. im Amateurrennen wurde. In der Olympia’s Tour wurde er hinter John Talen Zweiter.
1986 wurde er Berufsfahrer im Radsportteam PDM und blieb bis 1992 als Radprofi aktiv. Er gewann einige Kriterien und Rundstreckenrennen als Profi. 1987 wurde Stevenhaagen Zweiter im Rennen Rund um den Henningerturm hinter Dag-Otto Lauritzen. 1988 wurde er Dritter der Ronde van Nederland.  
Die Tour de France fuhr er fünfmal. 1986 wurde er 29., 1987 45., 1988 29., 1989 50. und 1991 94. der Gesamtwertung. Im Giro d’Italia 1988 schied er aus. Im Profirennen der UCI-Straßen-Weltmeisterschaften 1987 kam er auf den 22. Platz.